# Antonio Napolioni
Antonio Napolioni (n. 11 decembrie 1957, Camerino) este un cleric italian, episcop romano-catolic al Diecezei de Cremona din 16 noiembrie 2015.

## Biografie
Născut în Camerino în 1957, Antonio Napolioni a început să studieze dreptul la Universitatea din Camerino, apoi a intrat la Seminarul din Fano și a fost hirotonit preot în 1983. Din 2010 a devenit paroh al vechii catedrale San Severino di Settempeda din San Severino Marche.
La 16 noiembrie 2015 papa Francisc l-a numit episcop de Cremona, în locul episcopului Dante Lafranconi, care s-a retras din funcție din cauza vârstei înaintate.

## Legături externe
- Site-ul oficial al diecezei Cremona